# 合憲
合憲（ごうけん、constitutionality）とは、その国・地域の法令や行為が、その国の憲法に違反していないこと。適憲ともいう｡対義語は違憲。
立憲主義においては、全ての法令は合憲でなくてはならないとされている。これは法の支配の現れと考えられている。

## 概要
日本においては、日本国憲法第10章に憲法の最高法規性が定められているため、全ての法令等は憲法の規定に違反してはならない、すなわち合憲であることとされている。
法令等が違憲である場合、日本国憲法第98条第1項により、その法令等は無効とされる。
多くの国では、最高裁判所もしくは憲法裁判所が、その法令が合憲か否かの最終判断を下すことが明文化されている。日本においては日本国憲法第81条において、最高裁判所がその最終判断を下すことが規定されている。